# Organisation territoriale du Panama
La République du Panama est un État unitaire selon sa Constitution politique, qui est organisée territorialement en provinces, districts, cantons et régimes spéciaux.
Au 4 décembre 2020, la division politico-administrative de la République du Panama comprend 10 provinces, 81 districts (ou municipalités), 6 comarcas autochtones (4 d'entre eux au niveau provincial) et 695 cantons (corregimientos), dont deux sont régionaux.

## Historique
Avec la proclamation de la République du Panama en 1903, le pays a été organisé en provinces, qui à leur tour ont été divisées en municipalités conformément aux dispositions de la Constitution panaméenne de 1904.
L'article 192 de la constitution de 1946 a introduit la dénomination de district pour le territoire auquel s'étend l'action de chaque municipalité. De cette manière, le territoire et le gouvernement constituaient le district. Cependant, dans cette constitution, le district ne faisait pas partie de l'organisation territoriale du pays, car, comme le stipule son article 5, le territoire était divisé en municipalités autonomes regroupées en provinces. Au contraire, l'article 232 de la constitution actuelle conçoit la commune comme l'organisation politique autonome de la communauté établie dans un district. Autrement dit, le district est déterminé par la communauté établie dans un territoire soumis à l'action de la municipalité.
Les corregimientos (cantons) ont été introduits pour la première fois dans l'article 5 de la constitution de 1941, par lequel les conseils provinciaux étaient habilités à subdiviser les districts en corregimientos. Après avoir été supprimés de la constitution de 1946, ils ont été réintroduits dans l'article 5 de la constitution de 1972, qui les a reconnus comme la base politique de l'État, avec une large représentation et une représentation politique au niveau du canton, de la municipalité, du conseil provincial et même de l'organe législatif. Cette prépondérance a cependant été supprimée lors de la réforme en 1983, limitant sa représentation aux niveaux local et provincial.
Quant aux régimes spéciaux, ils ont été établis pour la première fois dans l'acte législatif de 1928 qui, en modifiant l'article 4 de la constitution panaméenne de 1904, a déclaré la possibilité de créer des régions avec des territoires séparés des provinces déjà existantes.

## Provinces

Carte du Panama, montrant les dix provinces et les 4 comarcas indígenas (régions indigènes)

La province est la plus grande division politique dans laquelle le territoire de l'État panaméen est divisé, composée des districts qui ont été légalement établis.
Pour la création d'une provinces, il faut:
1. Que le territoire de la future province a une population minimale de 15% de la population totale du pays selon le dernier recensement.
2. Une extension territoriale d'au moins 4 000 kilomètres carrés.
3. La délimitation physique du territoire provincial.
4. Un rapport socio-économique et financier du ministère de l'Économie et des Finances.
5. La décision favorable des citoyens et des autorités des quartiers, à travers la concertation populaire in situ.
6. Un rapport de l'étude technique réalisée par la Commission nationale sur les limites politiques administratives.
7. Que le district territorial d'où provient le territoire demeure avec une population et une extension territoriale au moins égales à celles de la nouvelle province.

Dans chaque province, il y a un gouverneur libre de nomination et de révocation de l'organe exécutif, qui est le représentant de ce dernier dans sa circonscription. Chaque gouverneur a un suppléant nommé également par le pouvoir exécutif.
Dans chaque province, il y a un conseil provincial, composé de tous les représentants des cantons de la province respective.

## Districts

Carte du Panama, montrant les districts du Panama en 2020

Le district est la division politico-administrative du territoire de la province sous la juridiction d'une municipalité, composée de cantons, sur laquelle le gouvernement municipal exerce sa compétence.
La constitution politique du Panama reconnaît la municipalité comme l'organisation politique autonome de la communauté établie dans un district. Elle est considérée comme l'entité fondamentale de la division politico-administrative de l'État, avec son propre gouvernement démocratique et autonome, elle est chargée de fournir les services publics et de réaliser les travaux publics que la loi détermine, ordonnant l'aménagement de son territoire, promouvoir la participation citoyenne, ainsi que l'amélioration sociale et culturelle de ses habitants et remplir les autres fonctions assignées par la constitution et la loi.
Pour la création d'un district il faut : 
1. Une population résidente sur le territoire de 25 000 habitants, dont 1 500 doivent résider à la tête du district.
2. La délimitation physique du territoire du district.
3. Un rapport socio-économique et financier du ministère de l'Économie et des Finances.
4. Un rapport précédent des gouvernements municipaux impliqués.
5. La décision favorable des citoyens et des autorités des quartiers, à travers la concertation populaire in situ.
6. Un rapport de l'étude technique réalisée par la Commission nationale sur les limites politiques administratives.
7. Que la circonscription territoriale d'où est prélevé le territoire reste avec une population et une extension territoriale au moins égale à celle de la nouvelle circonscription.

En ce qui concerne les autorités, dans chaque district, il y a un maire, un chef de l'administration municipale et un maire adjoint, élus au suffrage populaire direct pour une période de cinq ans.
Dans chaque district, il y a une corporation appelée le conseil municipal, composée de tous les représentants des cantons qui ont été élus dans le district.

## Corregimientos
Les corregimientos constituent des circonscriptions territoriales qui constituent un district qui lui correspond juridiquement.
Pour la création d'un corregimiento (canton), il faut:
1. Dans les zones urbaines, une population résidente d'au moins 3 000 habitants, dont au moins 500 doivent être domiciliés dans la capitale. Dans les zones rurales, une population d'au moins 1 000 habitants, dont au moins 250 doivent être domiciliés dans la tête.
2. La délimitation physique du territoire du canton.
3. Une proposition signée par au moins 10% des citoyens du futur corregimiento, recueillie par consultation populaire in situ.
4. Un rapport socio-économique et financier du ministère de l'Économie et des Finances.
5. Un rapport de l'étude technique réalisée par la Commission nationale sur les limites politiques administratives.
6. Que l'arrondissement territorial d'où est tiré le territoire demeure avec une population et une extension territoriale au moins égales à celles du nouveau canton.

Des cantons moins peuplés peuvent également être créés pour des raisons d'extension territoriale, de niveaux de pauvreté et d'accessibilité difficile.
Chaque district est administré par un représentant élu au suffrage populaire direct, pour une période de cinq ans. Les représentants des corregimientos peuvent être réélus indéfiniment.

## Régimes spéciaux

### Comarques indigènes
La loi 65 de 2015 établit que pour la création de régimes spéciaux, les exigences établies dans la constitution et la loi doivent être respectées.
Le premier régime spécial à être créé fut la région de San Blas (aujourd'hui Guna Yala) au moyen de la loi 16 du 19 décembre 1953; Elle a été suivie par l'Emberá-Wounaan (loi 22 du 8 novembre 1983), Madugandí (loi 24 du 12 janvier 1996), Ngöbe-Buglé (loi 10 du 7 mars 1997), Wargandí (loi 34 du 25 juillet 2000), et Naso Tjër Di (loi 188 du 4 décembre 2020)